# Reductio ad Hitlerum

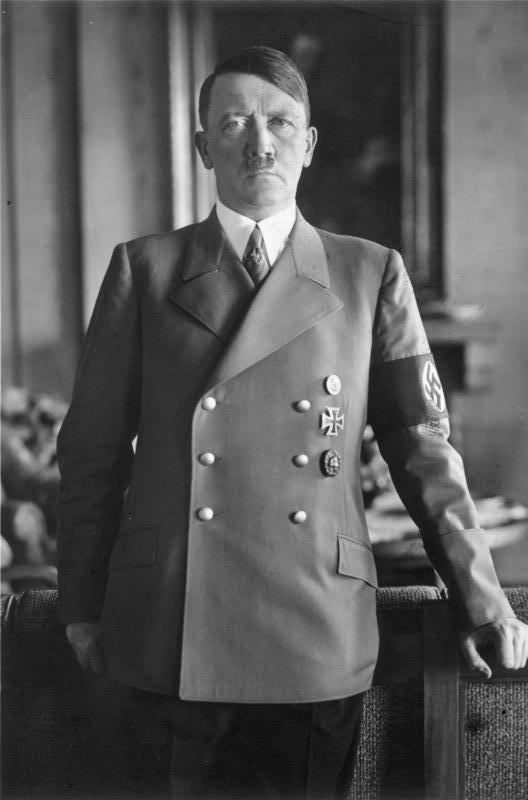
Adolf Hitler.

Reductio ad Hitlerum, também conhecida como argumentum ad Hitlerum, reductio (ou argumentum) ad Nazium – latim macarrônico para "redução (da argumentação) a Hitler (ou aos nazistas)" – é uma moderna lógica falaciosa. A expressão reductio ad Hitlerum foi cunhada pelo filósofo político Leo Strauss, em 1950. A adoção dessa expressão também é conhecida como uso da carta do nazismo ou "apelar para Hitler".
O argumento carrega um forte peso emocional e retórico, uma vez que em muitas culturas qualquer relação com Hitler ou nazistas é automaticamente condenada. A tática é muitas vezes utilizada para desqualificar argumentos ou mesmo utilizada quando não há mais argumentos, e tende a produzir efeitos mais agressivos do que racionais nas respostas, desviando o foco do oponente. Um subtipo dessa falácia é a comparação das intenções de um oponente com o Holocausto. Outras variantes incluem comparações com Gestapo (a polícia secreta nazista), fascismo, totalitarismo e até mais vagamente com o terrorismo.
Foi criado até um corolário, a Lei de Godwin, segundo a qual "quanto mais dura uma discussão na Usenet, maior a probabilidade de que apareça uma comparação com os nazistas ou com Hitler."

## Estrutura lógica
"Se Hitler (ou os nazistas) apoiaram X, então X deve ser maligno/indesejável/ruim".
Ou, de forma invertida:
"Hitler foi contra X, portanto X deve ser bom."

## História do termo
A expressão reductio ad Hitlerum ficou conhecida por ter aparecido primeiramente no livro Direito Natural e História, do professor da Universidade de Chicago Leo Strauss. É dito no capítulo 2:
Na sequência deste movimento em direção ao seu fim nós inevitavelmente deveremos alcançar um ponto além do qual a cena é obscurecida pela sombra de Hitler. Infelizmente, isso não será feito sem dizer que, na nossa análise, é preciso evitar a falácia que nas últimas décadas tem sido frequentemente utilizada em substituição ao reductio ad absurdum: o reductio ad Hitlerum. Uma opinião não é refutada pelo fato de ocorrer que ela tenha sido compartilhada por Hitler.
A expressão foi derivada do bem conhecido (e algumas vezes válido) argumento lógico denominado reductio ad absurdum. A variante de argumentum empresta sua forma do nome de várias falácias clássicas, como o argumentum ad hominem. A variante ad Nazium também pode ser derivada, humoristicamente, de argumentum ad nauseam.

## Uso na cultura popular
O uso freqüente desse tipo de comparação durante discussões na época da Usenet levou à formulação de um adágio intitulado Lei de Godwin, cunhado por Mike Godwin em 1990, o qual postula que as analogias envolvendo Hitler e os nazistas tornam-se cada vez mais prováveis de serem utilizadas quanto maior o tempo de discussão online.
O conceito por trás do reductio ad Hitlerum também é frequentemente explorado pela mídia. Exemplos:
- Em uma tira de Dilbert (publicada em 28 de Outubro de 2006) o personagem Ratoberto diz que está vencendo todos os seus debates pela internet ao perguntar "Como você se sentiria se Hitler tivesse matado você?".
- No episódio de South Park Chef Goes Nanners, a cidade quer mudar sua bandeira, que é flagrantemente racista. Ned e Jimbo ao receberem apoio do grupo local da Ku Klux Klan em favor da manutenção da bandeira e ver que isso está atrapalhando sua causa, eles convencem o grupo a posicionar-se contra a bandeira da cidade na esperança de que os cidadãos invertam sua posição, de não apoiar tudo o que o KKK apoia.
- No episódio Pinch-Sitter do seriado Daria, a personagem Daria diz à criança de quem toma conta "Açúcar é ruim. Açúcar apodrece seus dentes. Açúcar deixa você hiperativo. Hitler comeu açúcar.".
- No episódio Atomic No. 33 da série Numb3rs, a personagem Susan Doran critica a ciência porque ela foi adotada pelos nazistas.
- No talk-show Late Night with Conan O'Brien, durante uma cena que satiriza as campanhas de antitabagismo feitas pelo serviço público, Adolf Hitler é mostrado em um bunker, sendo-lhe oferecido um cigarro por um assistente, ao que Hitler responde: "NEIN!!". A cena é cortada para uma legenda, que diz "FAÇA COMO HITLER. NÃO FUME."
- Os adeptos à tauromaquia tentam descreditar os movimentos de direitos dos animais ao associarem estes à extrema direita. Alegam que também os nazis tinham no seu programa a prote(c)ção dos animais e da natureza.
- É bastante utilizada pela Nova Esquerda e pela Nova Direita pelo mundo, comparando os adversários a Hitler. No Brasil se encontra diversas charges com este teor, contendo mensagens subliminares, como Suásticas nazistas. Os maiores alvos brasileiros são: O PSDB[5], o PT e a esquerda em geral[6], ao associar o nazismo ao socialismo, em face do nome do partido nazista[7], Enéas Carneiro[8] e Jair Bolsonaro.[8]